# Злота 44
„Злота 44“ (на полски: Złota 44) е небостъргач (главно жилищен) във Варшава, столицата на Полша.
Архитект на сградата е роденият в Полша американец Даниел Либескинд. Строежът започва през 4-то тримесечие на 2007 г. Поради финансови затруднения и проблеми с разрешителните проектът е замразен през 2009 г. Работите са възобновени през януари 2011 г. Грубият строеж е завършен на 3 февруари 2012 г. Сградата е завършена изцяло на 28 август 2014 г.
Името на сградата идва от предвоенния ѝ адрес (за сграда, напълно разрушена от германците през Втората световна война) – улица „Злота“ („Златна улица“) № 44. Има 52 етажа. Общата му височина е 192 метра.
Това е 6-ият по височина небостъргач във Варшава, в непосредствена близост с най-високата сграда в Полша – Двореца на културата и науката (висок 237 метра, но само с 42 етажа).